# Herman Witte
Herman Witte (? – grudzień 1627), admirał polskiej floty wojennej (nazwisko zapisywane też Witt lub With).
Podczas wojny polsko-szwedzkiej, Witte był początkowo kapitanem polskiego małego galeonu "Wodnik". Dowodząc eskadrą w składzie "Wodnika" i okrętów "Król Dawid" i "Arka Noego", uczestniczył w pierwszej potyczce z flotą szwedzką 17 maja 1627, natykając się w pobliżu Helu na dwukrotnie liczniejsze okręty szwedzkie, zmierzające do Piławy. Po wymianie strzałów, obie eskadry rozeszły się, Polacy popłynęli na zachód. Następnego dnia 18 maja doszło na wysokości Białej Góry koło Łeby do potyczki z konwojem 24 statków i okrętów szwedzkich. Kronikarz zapisał to: "Pan kapitan With, postrzegłszy okrętów szwedzkich, ku nim szedł". Po pojedynku artyleryjskim, Polakom udało się oderwać od nieprzyjaciela z niewielkimi stratami w ludziach.
Przed bitwą pod Oliwą, 24 listopada 1627 Herman Witte został mianowany przez komisarzy królewskich wiceadmirałem polskiej floty, jednocześnie miał on sprawować zwierzchnictwo nad artylerią okrętową (funkcja flagowego artylerzysty floty). W czasie bitwy, 28 listopada 1627, odważnie dowodził "Wodnikiem", abordażując większy szwedzki galeon "Solen".
Po bitwie i śmierci admirała Dickmanna, Witte został wyznaczony admirałem (głównodowodzącym) polskiej floty. 2 grudnia 1627 roku dowodząc galeonem "Latający Jeleń", został wysłany z trzema innymi okrętami na rejs rozpoznawczy. Okręty zostały jednak rozproszone przez sztorm, po czym "Latający Jeleń" natknął się koło Olandii na przeważające siły szwedzkie i po stoczonej bitwie zatonął wraz z większością załogi i admirałem Hermanem Witte na pokładzie. W Polsce okręt uznano za zaginiony, a o jego losie dowiedziano się dopiero po dwóch miesiącach.
Nieodłącznym kompanem Wittego, był bosman Latającego Jelenia – Kaszub, Benedykt Szelf.